# Марса Алам
Марса Алам (на арабски: مرسى علم) е град в югоизточната част на Египет, разположен на западния бряг на Червено море. Туристическа дестинация, след откриването на международното летище Марса Алам през 2001 г. Населението му е 8693 жители (по приблизителна оценка от юли 2018 г.).
Марса Алам се намира близо до „Тропика на Рака“, където арабската пустиня среща Червено море, и има вид на тропически рай с палми, мангрови гори и морски брегове, украсени с коралови рифове. Марса Алам има силна репутация сред леководолази, поради многобройните си и непокътнати места за гмуркане, както по крайбрежието, така и в открито море. Там често се забелязват делфини, дюгони и акули чук.